# ジョルダーノ (アパレル)

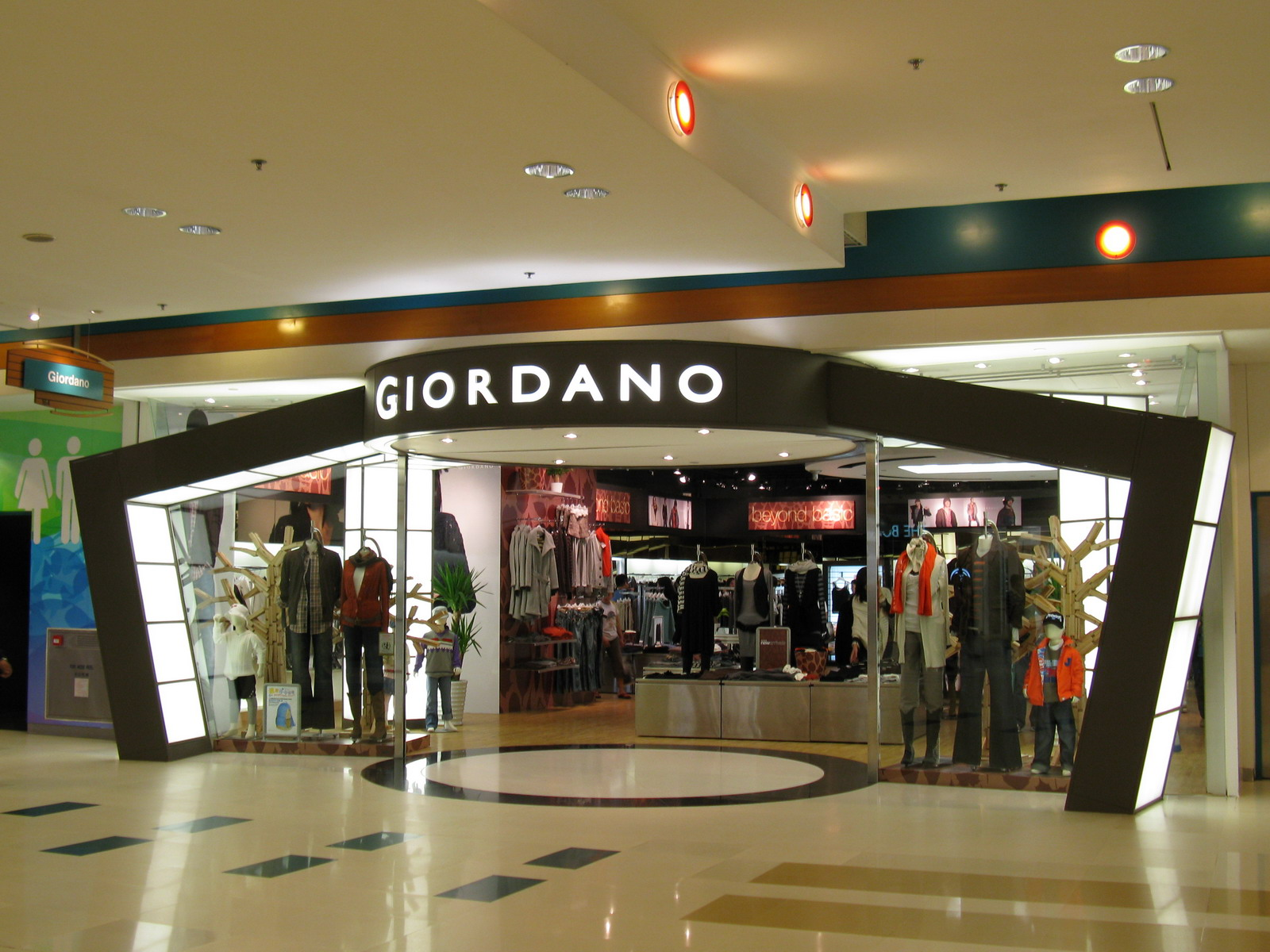
香港青衣城におけるジョルダーノ支店

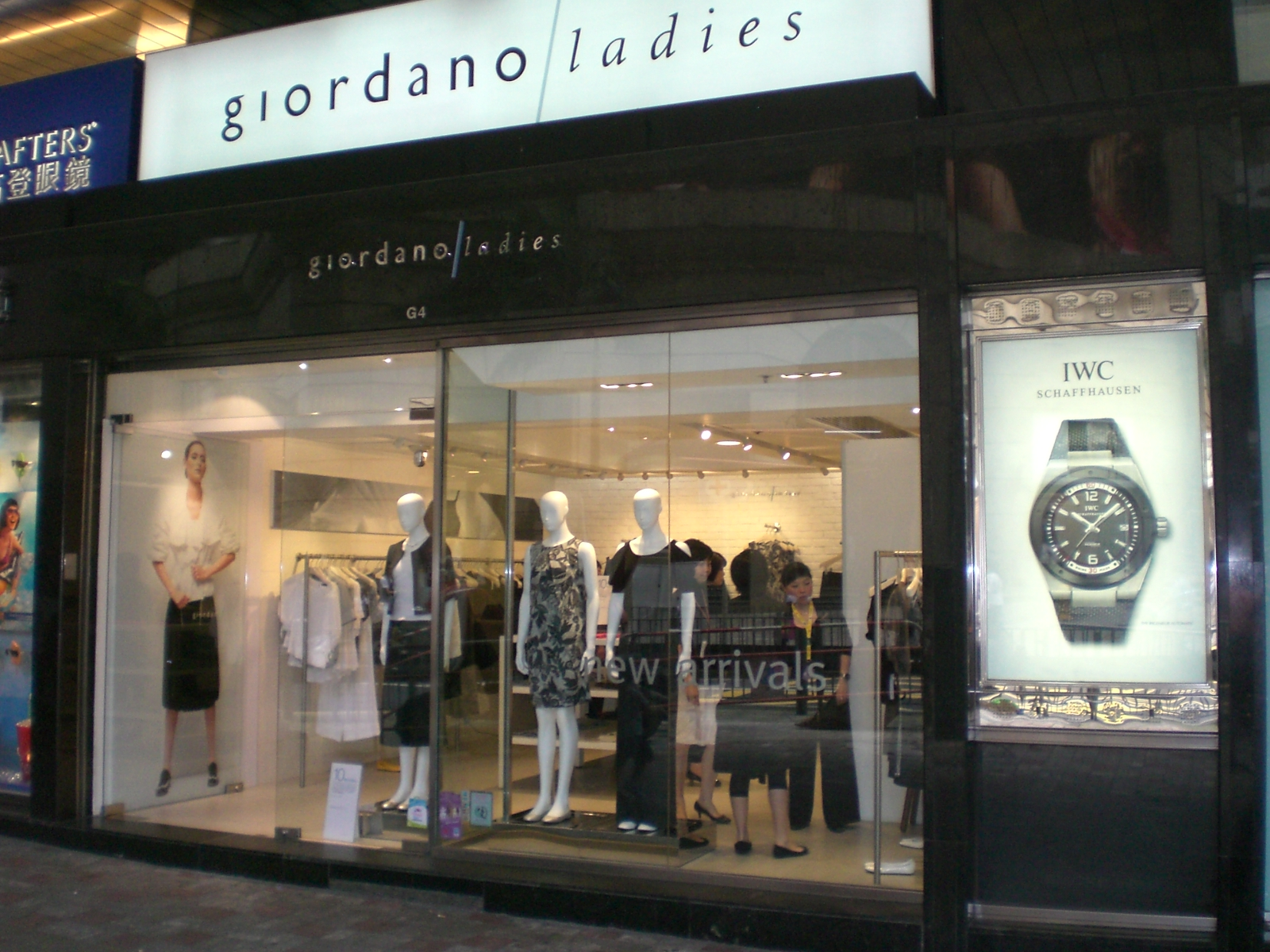
Giordano Ladies

ジョルダーノ（中国語：佐丹奴、英語：Giordano）は、香港発のファストファッションブランドである。香港、中国大陸、台湾、マレーシア、シンガポール、タイ、韓国、インドなどに2600店舖以上を経営している。

## 歴史
- 1970年代：香港企業家の黎智英が、中国にアパレル工場を設立[4]。
- 1981年：“ジョルダーノ”というカジュアルブランドとして香港で初めて発売。当時は高級志向のプレミアムブランドであった[4]。
- 1983年：台湾に初出店[5]。
- 1985年：シンガポールに初出店[5]。
- 1986年：高級志向のプレミアムブランドから、安価なリーズナブルブランドへ方針転換[4]。
- 1989年：天安門事件発生後、黎智英は中国政府を公開書簡で非難したり、何十万枚の反共Tシャツを販売していた。その後、中国でジョルダーノ店舗の経営認可が次々取り消される事態となった[4][6]。
- 1991年：香港証券取引所に上場[5]。
- 1992年：中国大陸と日本に初出店。しかし日本市場においてはほどなく撤退した[5]。
- 1994年：黎智英が会長を辞任[7]。
- 1996年：黎智英がジョルダーノ株をすべて売却[7]。
- 2001年：日本に再度進出するも、伸び悩み再度撤退。
- 2006年：インドに初出店[5]。
- 2011年：ウィゴーとのフランチャイズ契約により、日本に3度目の進出。